# Bahnhof Arth-Goldau
Der Bahnhof Arth-Goldau ist ein Bahnhof und ein Eisenbahnknotenpunkt in der politischen Gemeinde Arth im schweizerischen Kanton Schwyz. Er liegt im Zentrum des Dorfes Goldau, das zu Arth gehört.

## Lage

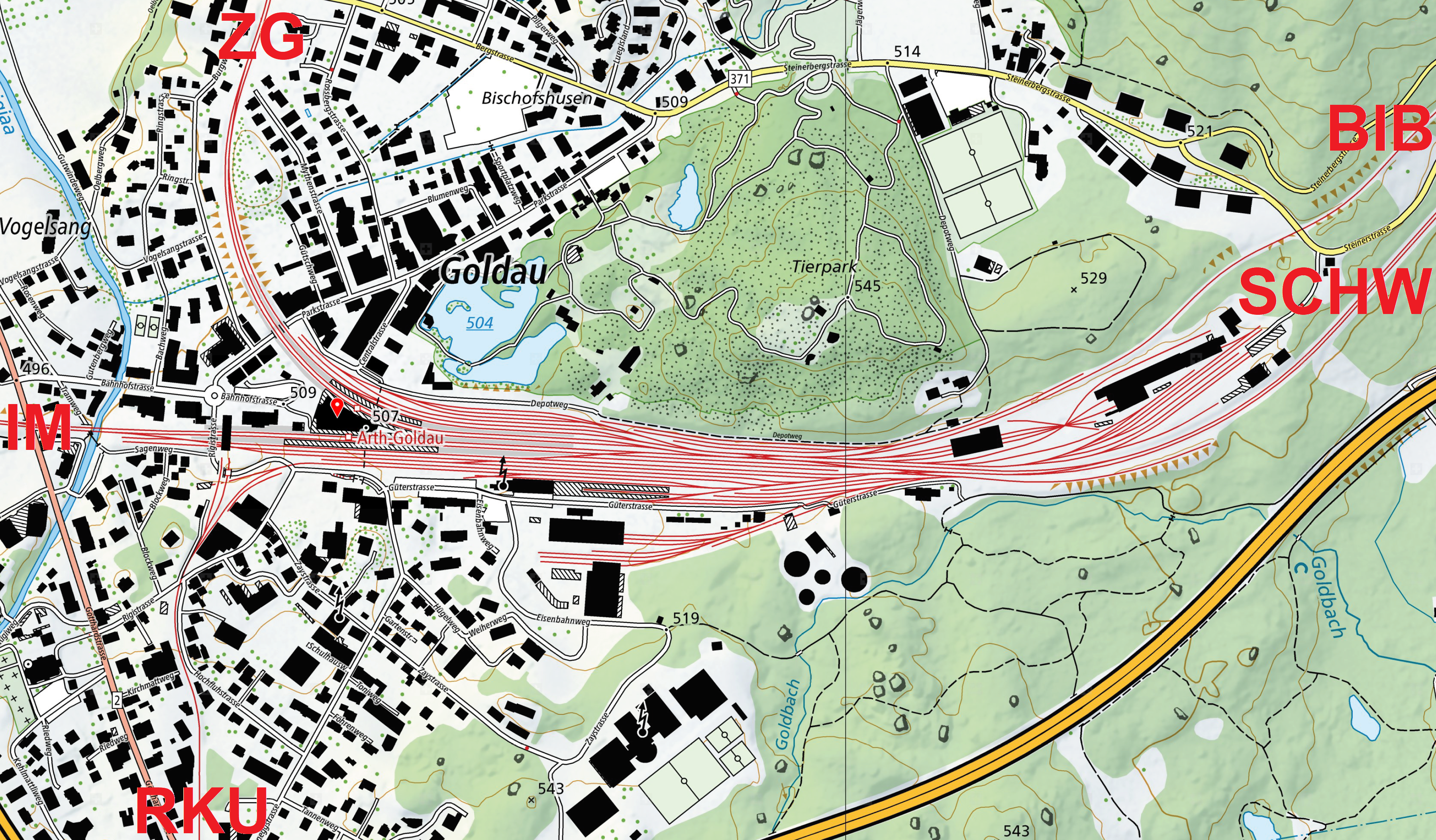
Kartenausschnitt Bahnhof Arth-Goldau:
ZG: SBB nach Zug BIB: SOB nach Biberbrugg
IM: SBB nach Immensee SCHW: SBB nach Schwyz
RKU: RB nach Rigi Kulm

Der Bahnhof liegt südlich des Zugersees, entlang dessen beiden Ufern die Strecken der Schweizerischen Bundesbahnen (SBB) von Basel–Luzern und von Zürich–Zug verlaufen, die im Bahnhof Arth-Goldau zusammentreffen. Er ist deshalb als Keilbahnhof angelegt. Nach Süden führt die Gotthardstrecke nach Bellinzona–Lugano–Chiasso bzw. Locarno und Luino (Italien). Arth-Goldau ist ausserdem Endpunkt der Südostbahnstrecke (SOB) von Rapperswil über Biberbrugg. Über der nördlichen Ausfahrt nach Immensee–Luzern/Rotkreuz beginnt neben dem Hochperron die Strecke der Arth-Rigi-Bahn, die, der Nordostflanke des bekannten Aussichtsberges Rigi entlang, nach Rigi-Kulm führt. Früher fuhr die Rigibahn direkt ab dem Hochperron, dadurch war der Bahnhof Arth-Goldau auch ein Turmbahnhof.
Mit dem Bahnhof Arth-Goldau werden zwei wichtige touristische Anziehungspunkte, die Rigi und der drittgrösste Zoo der Schweiz, der Natur- und Tierpark Goldau, direkt erschlossen.

## Geschichte
Nach den ersten Plänen der Gotthardbahn sollte der Bahnhof in der Ebene zwischen Arth und Oberarth errichtet werden, wo sich die Bahnstrecken von Zürich und Luzern treffen sollten. Von Oberarth aus sollte ein Tunnel, der unter dem Schuttkegel des Bergsturzes entstehen sollte, nach Steinen führen. 1875 wurde mit dem Bau der Richtstollen begonnen, aber ein Jahr später wegen geologischer Probleme und der Finanzkrise der Gotthardbahn eingestellt. Zur Finanzkrise kam es, als sich bei der Detailplanung zeigte, dass die ursprünglichen Baukosten von 187 Millionen Franken um mehr als 100 Millionen überzogen würden. In der Folge wurden alle erdenklichen Sparmassnahmen geprüft und die vorerst einspurige Erstellung der Gesamtstrecke beschlossen. Zudem wurden die Zufahrten Luzern–Immensee, Zug–Goldau und Lugano–Giubiasco zurückgestellt sowie bei Goldau neu eine offene Linienführung vorgesehen. 1879 begann der Bau der offenen, einspurigen Linienführung mit einem Bahnhof am heutigen Standort, der dann den Doppelnamen Arth-Goldau erhielt. Am 1. Juni 1882 wurde die Gotthardbahn eröffnet.
Dadurch verlor der Bahnhof Oberarth der Arth-Rigi-Bahn, der 1875 dort eröffnet wurde, wo der GB-Bahnhof geplant war, an Bedeutung. Der Bahnhof Arth-Goldau durfte von der ARB von Anfang an gegen Entgelt mitbenützt werden, wofür man die Strecke umlegte, die nun über den neuen Bahnhof führte. Dafür mussten die Züge von Arth her im Bahnhof Arth-Goldau eine Spitzkehre machen. Für das Abdrehen der Lokomotiven wurde eine Drehscheibe eingebaut. In der Folge verlegte man im Jahr 1884 das ARB-Depot von Oberarth zum heutigen Standort oberhalb des Bahnhofes Arth-Goldau.

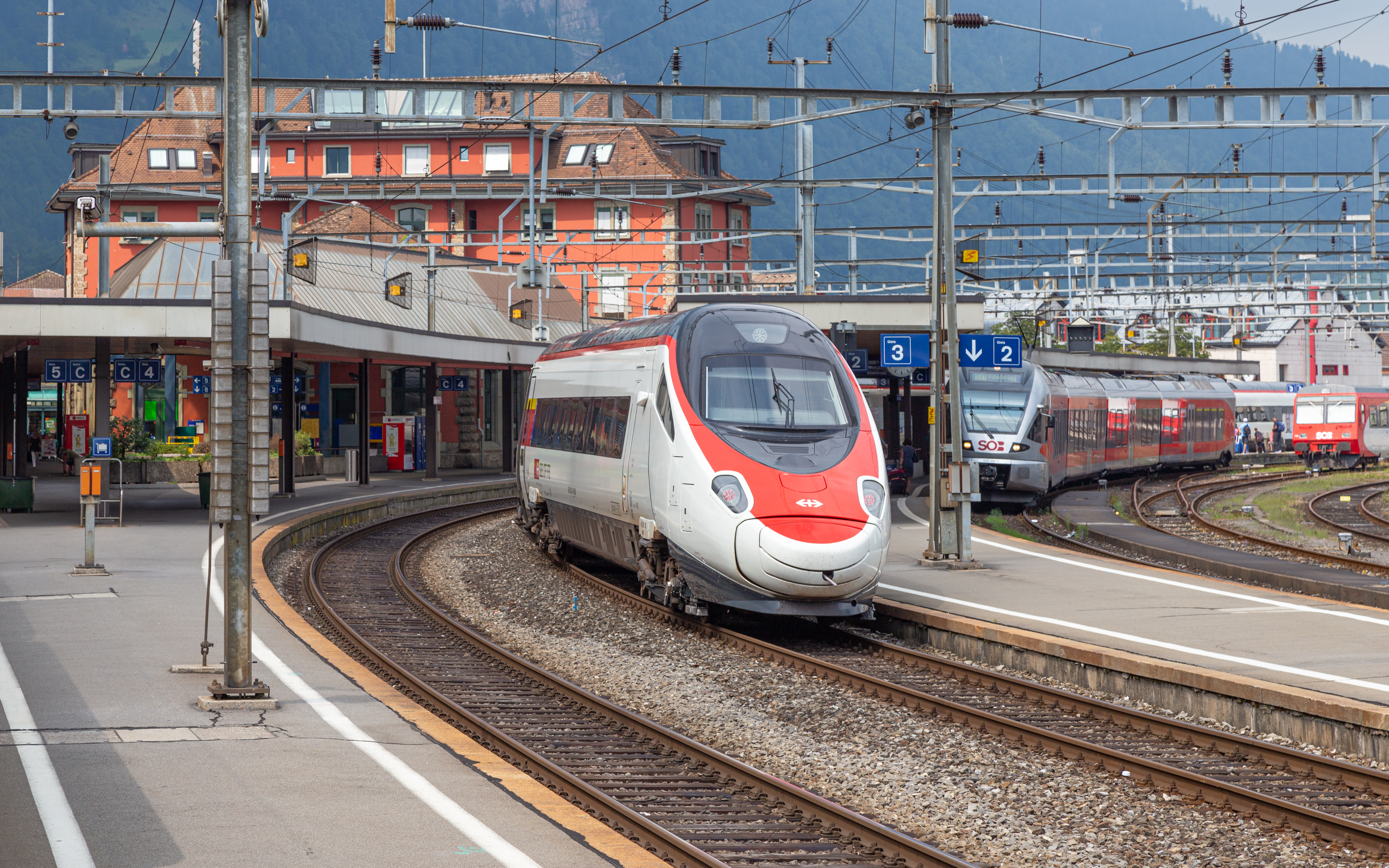
Bahnhof mit SBB und SOB-Zügen

Am 8. August 1891 nahm die Südostbahn ihren Betrieb auf der Strecke Rapperswil–Pfäffikon–Biberbrugg–Goldau auf, nachdem erste Projekte den Anschluss an die Gotthardbahn in Brunnen vorgesehen hatten. 1897 wurden die von der Gotthardbahn zunächst zurückgestellten Bahnstrecken von Arth-Goldau nach Zug–Zürich und Immensee–Luzern in Betrieb genommen. Der Bahnhof Arth-Goldau wurde damit definitiv, wie von Anfang an vorgesehen, zum Eisenbahnknotenpunkt. Die Einführung der neuen Bahnstrecke von Zug her erforderte den aufwändigen Umbau zum Keilbahnhof mit Erstellung eines neuen Bahnhofgebäudes. Die Abfahrtstelle der Arth-Rigi-Bahn konnte auf den quer zu den Gleisen Arth-Goldau–Immensee liegenden Hochperron verlegt werden. Mit der Inbetriebnahme des Hochperrons trennte die ARB den Betrieb der Talbahn Arth–Goldau und der Zahnradbahn auf die Rigi. Die Talbahn endete nun auf dem Bahnhofplatz vor dem Aufnahmegebäude. Die Gleisverbindung blieb als Depotzufahrt bestehen. 1906/07 nahm die ARB den elektrischen Betrieb auf.
1909 ging die Gotthardbahn an die Schweizerischen Bundesbahnen (SBB) über. 1922 wurde auf den ehemaligen Gotthardbahnstrecken der elektrische Betrieb aufgenommen, 1939 auch auf der Strecke der Südostbahn. Am 8. August 1947 richtete ein Brand im Buffettrakt des Bahnhofgebäudes einen Schaden von 350'000 Franken an. 1974–1985 wurde der Bahnhof umfassend saniert und am 23. April 1983 ein Zentralstellwerk in Betrieb genommen. In den Jahren 2019 bis 2020 wurden die Gleis- und Perronanlagen erneuert, um den Reisenden das stufenfreie Ein- und Aussteigen zu ermöglichen.

## Bahnhof der Arth-Rigi-Bahn

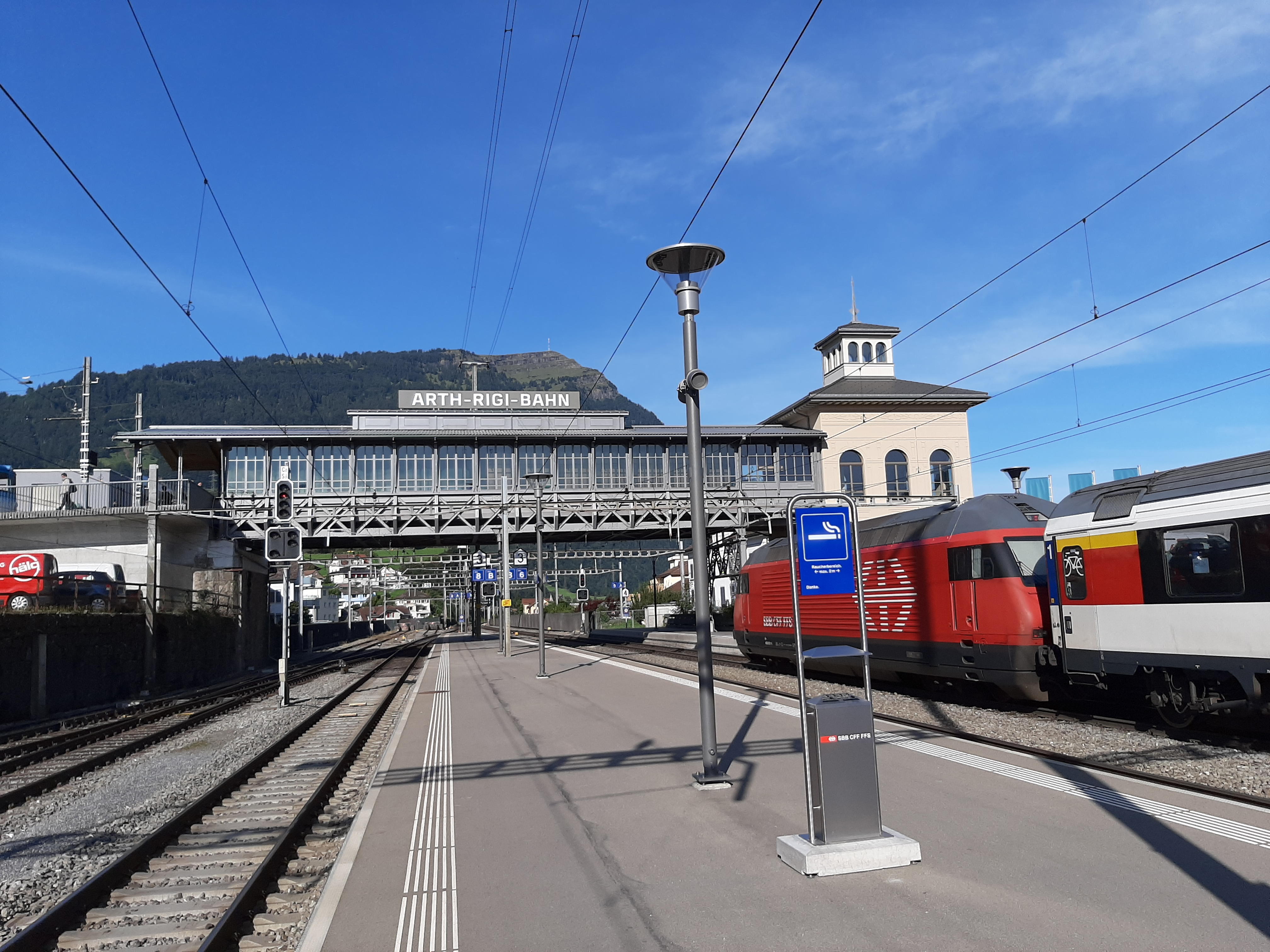
2014 sanierter Hochperron der Arth-Rigi-Bahn

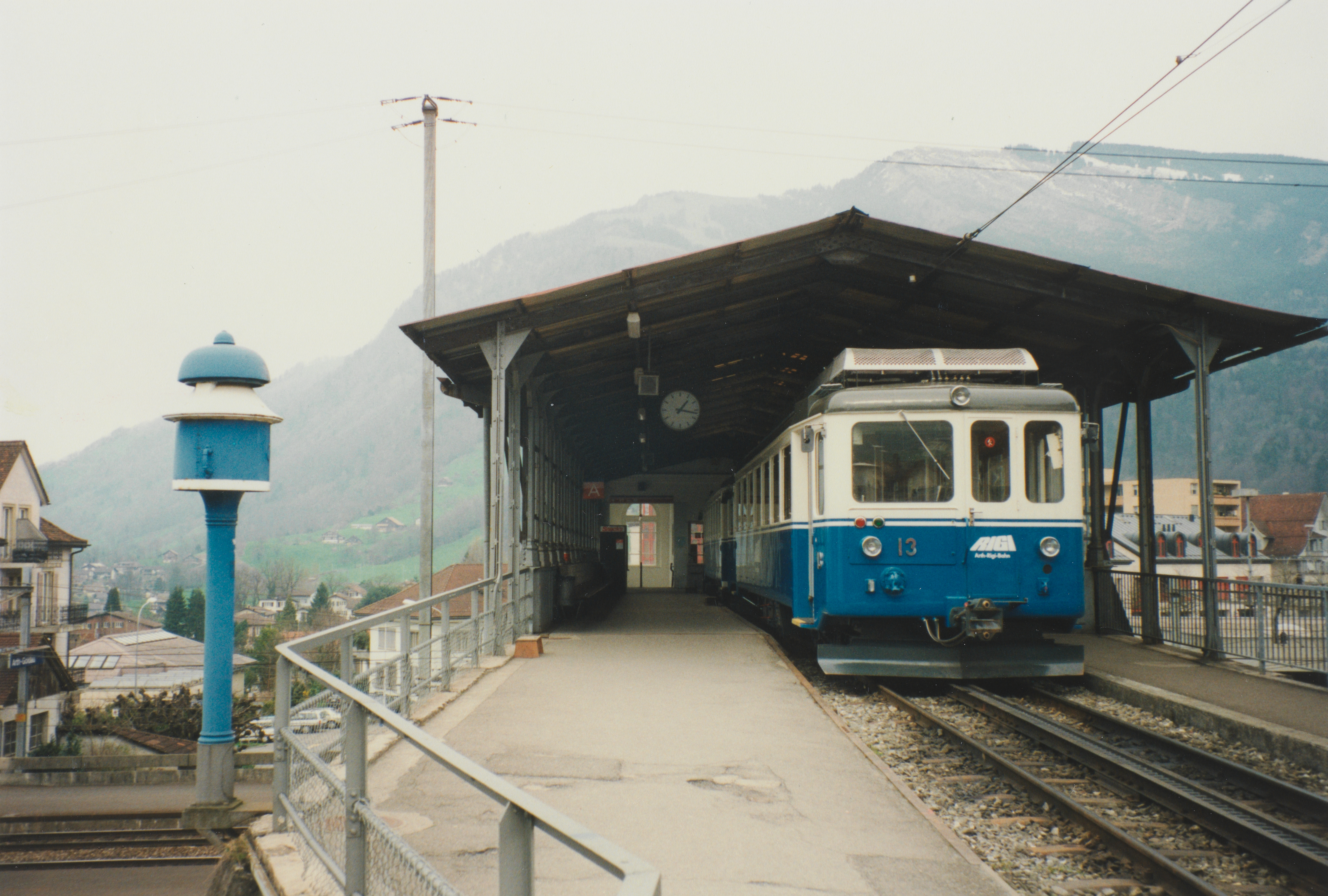
Hochperron mit Triebwagen 13 (1997)

Die Arth-Rigi-Bahn hatte ab 1897 ihren Ausgangspunkt im Hochperron, welcher rechtwinklig über den in Richtung Immensee verlaufenden Gleisen (5–8) steht. Um die Jahrtausendwende war vorgesehen worden, den Hochperron aufzuheben und die Züge über das bereits existierende Verbindungsgleis in einen Bahnhof parallel zum SBB-Bahnhof einfahren zu lassen. Obwohl die Plangenehmigung dafür erteilt worden war, konnte mit dem Bau nicht begonnen werden, weil die SBB ihre Zusage zurückzogen, da im Zuge der NEAT im Bahnhof Arth-Goldau zusätzliche Abstellmöglichkeiten benötigt wurden. Daraufhin zogen die Rigi-Bahnen (RB) das Projekt zurück und beschlossen, den Hochperron beizubehalten. Jedoch kommt der Bahnhof neu zwischen Hochperron und der Sonneggstrasse zu stehen, der Hochperron selber ist als Empfangshalle und Zugangsweg zu den übrigen Bahnanlagen genutzt. Bis zur Fertigstellung der neuen Abfahrtsstelle verkehrten alle RB-Züge ab dem provisorischen Endbahnhof Goldau Eichmatt, rund 200 Meter vom SBB-Bahnhof entfernt. Baubeginn für den neuen RB-Bahnhof war am 11. Oktober 2010, am selben Tag wurde die Station Eichmatt in Betrieb genommen. Am 20. Januar 2014 wurde der Hochperron um fast 2 Meter angehoben, um die Restauration zu erlauben. Nach Beendigung der Arbeiten war er wieder abgesenkt und in einer 70 cm höheren Position als zuvor eingepasst. Bereits 1921 war der Hochperron um 41 cm angehoben werden, um Platz für die Fahrdrähte zu schaffen. Der umgebaute Hochperron ging am 28. Juni 2017 wieder in Betrieb.

## Anbindungen

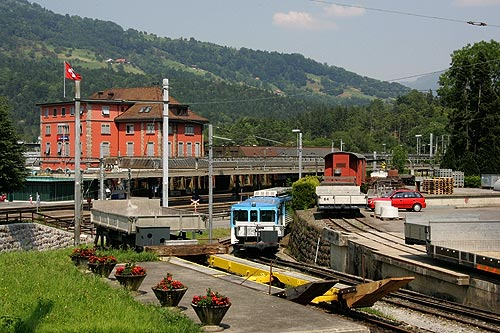
Werkgelände der Rigibahn

### Bahnlinien

#### Fernverkehr
- Zürich HB – Bellinzona – Milano Centrale (– Venezia S. L.)
- Zürich HB – Bellinzona – Milano Lambrate – Bologna Centrale/Genova P.P. (– Sestri Levante)   (je ein Zug)
- Basel SBB – Luzern – Bellinzona – Milano Centrale   teilweise zusätzlich TT
- Frankfurt – Basel SBB – (→ Bellinzona / ← Brig) – Milano Centrale   TT (ein Zug)
- 2 Zürich HB – Zug – Lugano  FZ BZ FS RZ , im Sommer zusätzlich
- 21 Basel SBB – Luzern – Lugano  FZ BZ FS RZ , im Sommer zusätzlich
- 26 Basel SBB – Luzern –  Göschenen – Locarno  FS  (Treno Gottardo)
- 46 Zürich HB – Göschenen – Locarno  FS  (Treno Gottardo)
- Zürich HB – Zug – Arth-Goldau teilweise TT, teilweise  (nur Mo–Fr)
- St. Gallen ‒ Herisau ‒ Wattwil ‒ Rapperswil ‒ Pfäffikon SZ ‒ Arth-Goldau ‒ Küssnacht am Rigi ‒ Luzern  FS  Voralpen-Express
- Arth-Goldau – Göschenen – Lugano    (Gotthard-Panorama-Express, nur im Sommer)

#### Regionalverkehr
- 6 Olten – Lenzburg – Arth-Goldau (Südbahn-Express, nur am Wochenende)

Im Regionalverkehr wird der Bahnhof von der S2 der Stadtbahn Zug sowie der S3 und S31 der S-Bahn Luzern bedient.
- S 2 Baar Lindenpark – Walchwil (– Erstfeld)
- S 3 Luzern – Brunnen
- S 31 Arth-Goldau – Biberbrugg

Die S2 und die S3 werden von den Schweizerischen Bundesbahnen (SBB), die S31 von der Südostbahn (SOB) betrieben.

#### Arth-Rigi-Bahn
Die Arth-Rigi-Bahn fährt vom Bahnhof Arth-Goldau nach Rigi Kulm.
- ARB Arth-Goldau – Rigi Kulm

### Güterverkehr
Den Bahnhof durchfahren zudem viele «klassische» Güterzüge sowie Züge des kombinierten Verkehrs auf einer bedeutenden europäischen Verkehrsachse. Die SBB liessen zudem das Lokomotivpersonal der SBB Cargo von Erstfeld nach Arth-Goldau verlegen, da dieser Bahnhof im Gegensatz zu Erstfeld innerhalb der maximalen Fahrtdauer eines Lokführers pro Tag von Deutschland her liegt.

### Busverkehr
Der Bahnhof wird im Linienverkehr von den drei Buslinien 501, 502 und 523 der Auto AG Schwyz (AAGS) sowie der Schnellbuslinie 526 der Zugerland Verkehrsbetriebe (ZVB) bedient:
- 501 Arth, Klostermatt – Arth-Goldau, Bahnhof – Lauerz, Dorf – Schwyz, Zentrum – Muotathal, Hölloch (AAGS)
- 502 Arth, Klostermatt – Arth-Goldau, Bahnhof – Steinen SZ, Bahnhof – Schwyz, Zentrum – Brunnen, Bahnhof – Küssnacht am Rigi, Bahnhof  (AAGS)
- 523 Sattel, Krone – Steinerberg, Husmatt – Arth-Goldau, Bahnhof (AAGS)
- 526 Rotkreuz, Bahnhof Nord – Arth-Goldau, Bahnhof – Brunnen, Bahnhof (ZVB)

Der Busbahnhof auf dem Bahnhofsvorplatz besteht aus den vier Haltekanten A bis D, an welchen die Linienbusse verkehren, sowie der Kante Z für allfällige Bahnersatzbusse.

## Besonderheiten
In Goldau hatte der Bau der Gotthardbahn auch Auswirkungen auf die Artenvielfalt. Es treten gewisse Arten von Eidechsen auf, welche man sonst nur in südlichen Regionen vorfindet. Die Eidechsen kamen vor circa hundert Jahren mit den ersten Güterzügen durch den Gotthard. Da in Goldau das Umladen von Gütern immer eine gewisse Zeit in Anspruch nahm, konnten sich die Tiere in der Gegend ansiedeln. Am Depotweg, der in der Nähe des Bahnhofs liegt, findet man heute eine grössere Population dieser Reptilien.